# Schwimmweltmeisterschaften 2005
| Medaillenspiegel (Endstand nach 62 Entscheidungen) | Medaillenspiegel (Endstand nach 62 Entscheidungen) | Medaillenspiegel (Endstand nach 62 Entscheidungen) | Medaillenspiegel (Endstand nach 62 Entscheidungen) | Medaillenspiegel (Endstand nach 62 Entscheidungen) | Medaillenspiegel (Endstand nach 62 Entscheidungen) |
| Pl. | Land                                               | G                                                  | S                                                  | B                                                  | Gesamt                                             |
| --- | -------------------------------------------------- | -------------------------------------------------- | -------------------------------------------------- | -------------------------------------------------- | -------------------------------------------------- |
| 1 | USA                                                | 17                                                 | 15                                                 | 7                                                  | 39                                                 |
| 2 | Australien                                         | 13                                                 | 8                                                  | 4                                                  | 25                                                 |
| 3 | VR China                                           | 5                                                  | 5                                                  | 7                                                  | 17                                                 |
| 4 | Russland                                           | 5                                                  | 3                                                  | 2                                                  | 10                                                 |
| 5 | Kanada                                             | 3                                                  | 4                                                  | 3                                                  | 10                                                 |
| 6 | Frankreich                                         | 3                                                  | 1                                                  | 1                                                  | 5                                                  |
| 7 | Deutschland                                        | 2                                                  | 7                                                  | 4                                                  | 13                                                 |
| 8 | Ungarn                                             | 2                                                  | 2                                                  | 1                                                  | 5                                                  |
| 9 | Simbabwe                                           | 2                                                  | 2                                                  | –                                                  | 4                                                  |
| 10 | Südafrika                                          | 2                                                  | 1                                                  | 2                                                  | 5                                                  |
| 11 | Niederlande                                        | 2                                                  | 1                                                  | 1                                                  | 4                                                  |
| 12 | Polen                                              | 2                                                  | –                                                  | 2                                                  | 4                                                  |
| 13 | Italien                                            | 1                                                  | 3                                                  | 3                                                  | 7                                                  |
| 14 | Spanien                                            | 1                                                  | 1                                                  | 3                                                  | 5                                                  |
| 15 | Griechenland                                       | 1                                                  | –                                                  | 1                                                  | 2                                                  |
| 16 | Serbien-Montenegro                                 | 1                                                  | –                                                  | –                                                  | 1                                                  |
| 17 | Japan                                              | –                                                  | 5                                                  | 7                                                  | 12                                                 |
| 18 | Schweden                                           | –                                                  | 1                                                  | 2                                                  | 3                                                  |
| 19 | Österreich                                         | –                                                  | 1                                                  | 1                                                  | 2                                                  |
| 20 | Kroatien                                           | –                                                  | 1                                                  | –                                                  | 1                                                  |
| | Kuba                                               | –                                                  | 1                                                  | –                                                  | 1                                                  |
| | Schweiz                                            | –                                                  | 1                                                  | –                                                  | 1                                                  |
| 23 | Großbritannien                                     | –                                                  | –                                                  | 4                                                  | 4                                                  |
| 24 | Ukraine                                            | –                                                  | –                                                  | 3                                                  | 3                                                  |
| 25 | Bulgarien                                          | –                                                  | –                                                  | 2                                                  | 2                                                  |
| | Tunesien                                           | –                                                  | –                                                  | 2                                                  | 2                                                  |
| Gesamt 1 | Gesamt 1                                           | 62                                                 | 63                                                 | 62                                                 | 187                                                |
| 1 - Beim Wettbewerb über 100 Meter Freistil der Frauen wurden zwei Silbermedaillen und keine Bronzemedaille vergeben. - Beim Wettbewerb über 200 Meter Freistil der Frauen wurden zwei Bronzemedaillen vergeben. |                                                    |                                                    |                                                    |                                                    |                                                    |

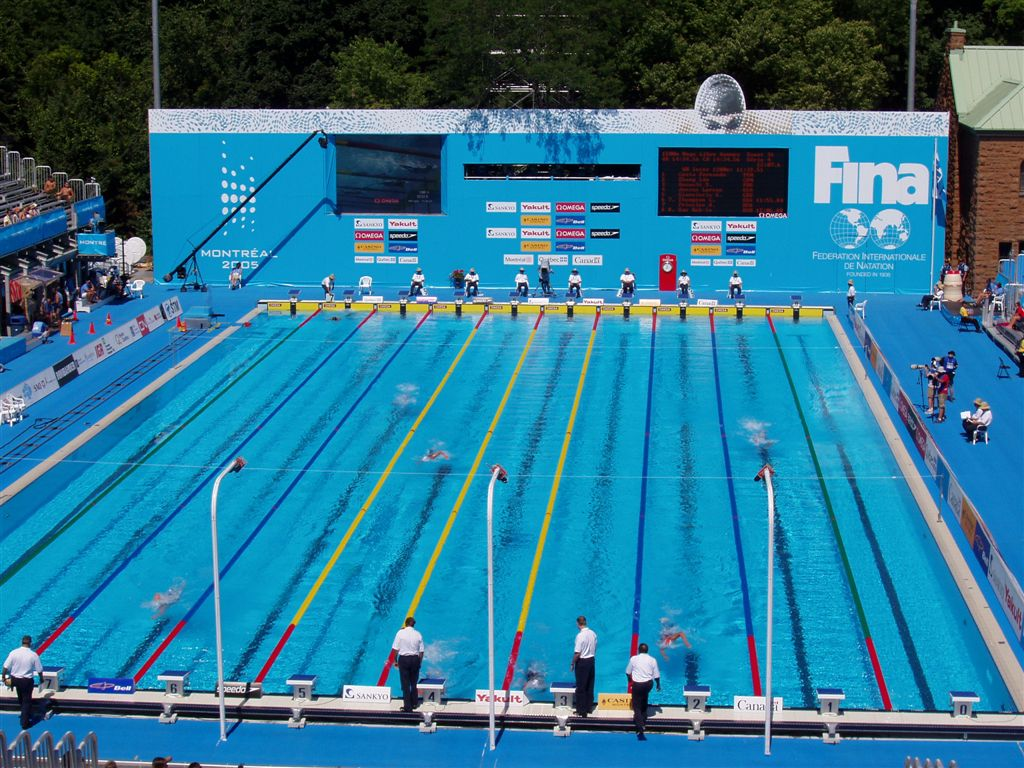
Das Schwimmbecken

Die 11. Schwimmweltmeisterschaften fanden vom 16. bis 31. Juli 2005 in Montreal statt und wurden vom Weltverband FINA ausgerichtet. Mit über 2000 Sportlern war der Wettbewerb die größte sportliche Veranstaltung in der kanadischen Metropole seit den Olympischen Spielen 1976 und zugleich die ersten Schwimmweltmeisterschaften in Nordamerika. Austragungsort war die Île Sainte-Hélène, wo ein bereits bestehendes Freibad um zusätzliche, temporär errichtete Becken für die Wasserball- und Synchronschwimmwettbewerbe ergänzt wurde. Die Wettbewerbe im Langstreckenschwimmen fanden auf einer Regattastrecke einer Nachbarinsel statt.
Zu Beginn des Jahres war die Austragung vorübergehend gefährdet, da im Budget der Veranstalter ein Fehlbetrag von etwa 13 Millionen Euro zu Buche stand. Montréal wurde am 19. Januar 2005 auf einer Sitzung in Frankfurt am Main vom Weltverband FINA die Austragung entzogen. Kurze Zeit später nahm sich der Chef des Organisationskomitees Yvon DesRochers das Leben. Zwischenzeitlich hatten Athen, Moskau und Berlin Interesse an einer Übernahme der Veranstaltung signalisiert, doch letztlich konnten die Probleme noch rechtzeitig geklärt werden, so dass die Titelkämpfe planmäßig stattfinden konnten. Bei einer Sitzung am 10. Februar 2005 in Frankfurt am Main wurde Montréal als Austragungsort bestätigt.

## Wettbewerbe
Bei den Schwimmern standen 23 Entscheidungen auf dem Programm, jeweils für Männer und Frauen. Dazu gehörten je drei Staffelrennen und drei Langstrecken, die im offenen Meer ausgetragen wurden. Auch das eigentliche Schwimmbecken befand sich unter freiem Himmel (wie bei Olympia 2004).
Bei den Kunst- und Turmspringern kämpften die Athleten bei drei Einzel- und zwei Synchrondisziplinen um Medaillen.
Außerdem gab es bei dieser WM die Wettbewerbe im Wasserball und im Synchronschwimmen.

## Schwimmen Männer

### Freistil

#### 50m Freistil
Finale am 30. Juli
| Platz | Land               | Athlet              | Zeit       |
| ----- | ------------------ | ------------------- | ---------- |
| 1     | Südafrika          | Roland Schoeman     | 21,69 (CR) |
| 2     | Kroatien           | Duje Draganja       | 21,89      |
| 3     | Polen              | Bartosz Kizierowski | 21,94      |
| 4     | Algerien           | Salim Iles          | 22,15      |
| 5     | Russland           | Andrei Kapralow     | 22,16      |
| 6     | Vereinigte Staaten | Nick Brunelli       | 22,25      |
| 7     | Frankreich         | Frédérick Bousquet  | 22,44      |
| 8     | Spanien            | Eduardo Lorente     | 22,46      |

- WR Alexander Popow RUS 21,64
- Schoeman stellte einen neuen CR auf (bisher A. Popow 21,92).
- Es gab keinen deutschen Athleten.

#### 100m Freistil
Finale am 28. Juli
| Platz | Land               | Athlet          | Zeit       |
| ----- | ------------------ | --------------- | ---------- |
| 1     | Italien            | Filippo Magnini | 48,12 (CR) |
| 2     | Südafrika          | Roland Schoeman | 48,28      |
| 3     | Südafrika          | Ryk Neethling   | 48,34      |
| 4     | Vereinigte Staaten | Jason Lezak     | 48,74      |
| 5     | Kroatien           | Duje Draganja   | 48,89      |
| 6     | Kanada             | Brent Hayden    | 48,92      |
| 7     | Vereinigte Staaten | Michael Phelps  | 48,99      |
| 8     | Frankreich         | Amaury Leveaux  | 49,55      |

- WR Pieter van den Hoogenband NED 47,84
- Magnini stellte einen neuen CR auf (bisher Anthony Ervin USA 48,33).
- Jens Schreiber wurde 23. mit 50,08.

#### 200m Freistil
Finale am 26. Juli
| Platz | Land                | Athlet             | Zeit    |
| ----- | ------------------- | ------------------ | ------- |
| 1     | Vereinigte Staaten  | Michael Phelps     | 1:45,20 |
| 2     | Australien          | Grant Hackett      | 1:46,14 |
| 3     | Südafrika           | Ryk Neethling      | 1:46,63 |
| 4     | Kanada              | Brent Hayden       | 1:46,85 |
| 5     | Australien          | Nicholas Sprenger  | 1:47,09 |
| 6     | Vereinigte Staaten  | Peter Vanderkaay   | 1:47,25 |
| 7     | Italien             | Emiliano Brembilla | 1:47,63 |
| 8     | Volksrepublik China | Zhang Lin          | 1:49,45 |

- WR Ian Thorpe AUS 1:44,06
- CR Ian Thorpe AUS 1:44,06
- Stefan Herbst wurde 11. mit 1:48,72. Paul Biedermann kam mit 1:49,47 auf Platz 18.

#### 400m Freistil
Finale am 24. Juli
| Platz | Land               | Athlet                | Zeit    |
| ----- | ------------------ | --------------------- | ------- |
| 1     | Australien         | Grant Hackett         | 3:42,91 |
| 2     | Russland           | Juri Prilukow         | 3:44,44 |
| 3     | Tunesien           | Oussama Mellouli      | 3:46,08 |
| 4     | Italien            | Massimiliano Rosolino | 3:46,91 |
| 5     | Rumänien           | Dragoș Coman          | 3:47,15 |
| 6     | Vereinigte Staaten | Peter Vanderkaay      | 3:47,83 |
| 7     | Japan              | Takeshi Matsuda       | 3:48,60 |
| 8     | Frankreich         | Nicolas Rostoucher    | 3:50,51 |

- WR Ian Thorpe AUS 3:40,08
- CR Ian Thorpe AUS 3:40,17
- Christian Hein wurde 15. mit 3:50,24. Paul Biedermann kam mit 3:52,45 auf Platz 20.

#### 800m Freistil
Finale am 27. Juli
| Platz | Land                   | Athlet              | Zeit         |
| ----- | ---------------------- | ------------------- | ------------ |
| 1     | Australien             | Grant Hackett       | 7:38,65 (WR) |
| 2     | Vereinigte Staaten     | Larsen Jensen       | 7:45,63      |
| 3     | Russland               | Juri Prilukow       | 7:46,64      |
| 4     | Polen                  | Przemysław Stańczyk | 7:50,83      |
| 5     | Tunesien               | Oussama Mellouli    | 7:51,03      |
| 6     | Vereinigtes Königreich | David Davies        | 7:51,54      |
| 7     | Polen                  | Łukasz Drzewiński   | 7:58,62      |
| 8     | Frankreich             | Sébastien Rouault   | 8:03,52      |

- Hackett stellte einen neuen WR auf. Den bisherigen WR und CR hielt Ian Thorpe AUS mit 7:39,16.
- Christian Hein wurde 10. mit 7:56,38.

#### 1500m Freistil
Finale am 31. Juli
| Platz | Land                   | Athlet              | Zeit     |
| ----- | ---------------------- | ------------------- | -------- |
| 1     | Australien             | Grant Hackett       | 14:42,58 |
| 2     | Vereinigte Staaten     | Larsen Jensen       | 14:47,58 |
| 3     | Vereinigtes Königreich | David Davies        | 14:48,11 |
| 4     | Russland               | Juri Prilukow       | 14:51,62 |
| 5     | Polen                  | Mateusz Sawrymowicz | 14:59,38 |
| 6     | Volksrepublik China    | Zhang Lin           | 15:09,79 |
| 7     | Frankreich             | Sébastien Rouault   | 15:09,84 |
| 8     | Deutschland            | Christian Hein      | 15:14,91 |

- WR Grant Hackett AUS 14:34,56
- CR Grant Hackett AUS 14:34,56
- Paul Biedermann wurde 21. mit 15:41,88.

### Schmetterling

#### 50m Schmetterling
Finale am 25. Juli
| Platz | Land               | Athlet               | Zeit       |
| ----- | ------------------ | -------------------- | ---------- |
| 1     | Südafrika          | Roland Schoeman      | 22,96 (WR) |
| 2     | Vereinigte Staaten | Ian Crocker          | 23,12      |
| 3     | Ukraine            | Serhij Breus         | 23,38      |
| 4     | Südafrika          | Ryk Neethling        | 23,48      |
| 5     | Brasilien          | Fernando Scherer     | 23,74      |
| 6     | Russland           | Jewgeni Korotyschkin | 23,84      |
| 7     | Kroatien           | Duje Draganja        | 23,96      |
| 8     | Kanada             | Mike Mintenko        | 23,99      |

- Schoeman übertraf den WR (bisher Ian Crocker USA 23,30) im Halbfinale (23,01) und im Finale. Den alten CR hielt Matthew Welsh AUS mit 23,43.
- Oliver Wenzel wurde 9. mit 23,93, Thomas Rupprath kam mit 24,04 auf Platz 12.

#### 100m Schmetterling
Finale am 30. Juli
| Platz | Land               | Athlet               | Zeit       |
| ----- | ------------------ | -------------------- | ---------- |
| 1     | Vereinigte Staaten | Ian Crocker          | 50,40 (WR) |
| 2     | Vereinigte Staaten | Michael Phelps       | 51,65      |
| 3     | Ukraine            | Andrij Serdinow      | 52,08      |
| 4     | Russland           | Igor Martschenko     | 52,35      |
| 5     | Russland           | Jewgeni Korotyschkin | 52,87      |
|       | Kanada             | Mike Mintenko        | 52,87      |
| 7     | Brasilien          | Kaio de Almeida      | 53,13      |
| 8     | Japan              | Ryo Takayasu         | 53,28      |

- Crocker übertraf seinen eigenen WR (bisher 50,76). Er hielt auch den alten CR (50,98).
- Thomas Rupprath wurde 12. mit 53,20. Helge Meeuw kam mit 54,13 auf Platz 22.

#### 200m Schmetterling
Finale am 27. Juli
| Platz | Land                | Athlet             | Zeit    |
| ----- | ------------------- | ------------------ | ------- |
| 1     | Polen               | Paweł Korzeniowski | 1:55,02 |
| 2     | Japan               | Takeshi Matsuda    | 1:55,62 |
| 3     | Volksrepublik China | Wu Peng            | 1:56,50 |
| 4     | Vereinigte Staaten  | Davis Tarwater     | 1:56,74 |
| 5     | Russland            | Nikolai Skworzow   | 1:57,04 |
|       | Japan               | Ryūichi Shibata    | 1:57,04 |
| 7     | Deutschland         | Helge Meeuw        | 1:57,67 |
| 8     | Griechenland        | Ioannis Drymonakos | 1:57,71 |

- WR Michael Phelps USA 1:53,93
- CR Michael Phelps USA 1:53,93
- Benjamin Starke wurde 21. mit 2:00,40.

### Rücken

#### 50m Rücken
Finale am 31. Juli
| Platz | Land                   | Athlet                 | Zeit  |
| ----- | ---------------------- | ---------------------- | ----- |
| 1     | Griechenland           | Aristeidis Grigoriadis | 24,95 |
| 2     | Australien             | Matt Welsh             | 24,99 |
| 3     | Vereinigtes Königreich | Liam Tancock           | 25,02 |
| 4     | Vereinigte Staaten     | Randall Bal            | 25,23 |
| 5     | Vereinigte Staaten     | Aaron Peirsol          | 25,30 |
| 6     | Deutschland            | Thomas Rupprath        | 25,38 |
| 7     | Japan                  | Junichi Miyashita      | 25,85 |
| 8     | Deutschland            | Marco di Carli         | 26,48 |

- WR Thomas Rupprath GER 24,80
- CR Thomas Rupprath GER 24,80

#### 100m Rücken
Finale am 26. Juli
| Platz | Land               | Athlet                 | Zeit  |
| ----- | ------------------ | ---------------------- | ----- |
| 1     | Vereinigte Staaten | Aaron Peirsol          | 53,62 |
| 2     | Vereinigte Staaten | Randall Bal            | 54,02 |
| 3     | Ungarn             | László Cseh            | 54,27 |
| 4     | Japan              | Tomomi Morita          | 54,31 |
| 5     | Russland           | Arkadi Wjattschanin    | 54,50 |
| 6     | Griechenland       | Aristeidis Grigoriadis | 54,61 |
| 7     | Österreich         | Markus Rogan           | 54,81 |
| 8     | Slowenien          | Blaž Medvešek          | 55,13 |

- WR Aaron Peirsol USA 53,17
- CR Aaron Peirsol USA 53,61
- Steffen Driesen wurde 13. mit 55,37. Marco di Carli kam mit 55,95 auf Platz 20.

#### 200m Rücken
Finale am 29. Juli
| Platz | Land               | Athlet              | Zeit         |
| ----- | ------------------ | ------------------- | ------------ |
| 1     | Vereinigte Staaten | Aaron Peirsol       | 1:54,66 (WR) |
| 2     | Österreich         | Markus Rogan        | 1:56,63      |
| 3     | Vereinigte Staaten | Ryan Lochte         | 1:57,00      |
| 4     | Rumänien           | Răzvan Florea       | 1:57,03      |
| 5     | Japan              | Takashi Nakano      | 1:58,03      |
| 6     | Kroatien           | Gordan Kožulj       | 1:58,28      |
| 7     | Russland           | Arkadi Wjattschanin | 1:59,02      |
| 8     | Japan              | Tomomi Morita       | 1:59,34      |

- Peirsol übertraf seinen eigenen WR (bisher 1:54,74). Er hielt auch den alten CR (1:55,82).
- Steffen Driesen wurde 13. mit 2:00,88.

### Brust

#### 50m Brust
Finale am 27. Juli
| Platz | Land                   | Athlet          | Zeit  |
| ----- | ---------------------- | --------------- | ----- |
| 1     | Deutschland            | Mark Warnecke   | 27,63 |
| 2     | Vereinigte Staaten     | Mark Gangloff   | 27,71 |
| 3     | Japan                  | Kōsuke Kitajima | 27,78 |
| 4     | Frankreich             | Hugues Duboscq  | 27,87 |
| 5     | Vereinigtes Königreich | Chris Cook      | 28,00 |
| 6     | Ukraine                | Walerij Dymo    | 28,03 |
|       | Slowenien              | Emil Tahirovič  | 28,03 |
| 8     | Australien             | Brenton Rickard | 28,27 |

- WR Oleh Lissohor UKR 27,18
- CR James Gibson GBR 27,46
- Jens Kruppa wurde 13. mit 28,23.

#### 100m Brust
Finale am 25. Juli
| Platz | Land                   | Athlet             | Zeit       |
| ----- | ---------------------- | ------------------ | ---------- |
| 1     | Vereinigte Staaten     | Brendan Hansen     | 59,37 (CR) |
| 2     | Japan                  | Kōsuke Kitajima    | 59,53      |
| 3     | Frankreich             | Hugues Duboscq     | 1:00,20    |
| 4     | Ukraine                | Oleh Lissohor      | 1:00,36    |
| 5     | Russland               | Dmitri Komornikow  | 1:00,66    |
| 6     | Vereinigtes Königreich | Chris Cook         | 1:00,99    |
| 7     | Norwegen               | Alexander Dale Oen | 1:01,29    |
| 8     | Slowenien              | Emil Tahirovič     | 1:01,33    |

- WR Brendan Hansen USA 59,30
- Hansen stellte einen neuen CR auf. Schon im Vorlauf hatte Kōsuke Kitajima JPN (bisher 59,78) seinen CR um 7/100 verbessert.
- Jens Kruppa wurde 16. mit 1:01,92. Mark Warnecke kam mit 1:02,34 auf Platz 26.

#### 200m Brust
Finale am 29. Juli
| Platz | Land               | Athlet             | Zeit    |
| ----- | ------------------ | ------------------ | ------- |
| 1     | Vereinigte Staaten | Brendan Hansen     | 2:09,85 |
| 2     | Kanada             | Mike Brown         | 2:11,22 |
| 3     | Japan              | Genki Imamura      | 2:11,54 |
| 4     | Australien         | Jim Piper          | 2:12,42 |
| 5     | Polen              | Sławomir Kuczko    | 2:12,44 |
| 6     | Russland           | Grigori Falko      | 2:12,51 |
| 7     | Italien            | Loris Facci        | 2:12,62 |
| 8     | Kasachstan         | Wladislaw Poljakow | 2:12,72 |

- WR Brendan Hansen USA 2:09,04
- CR Kōsuke Kitajima JPN 2:09,42
- Es gab keine deutschen Athleten.

### Lagen

#### 200m Lagen
Finale am 28. Juli
| Platz | Land               | Athlet              | Zeit    |
| ----- | ------------------ | ------------------- | ------- |
| 1     | Vereinigte Staaten | Michael Phelps      | 1:56,68 |
| 2     | Ungarn             | László Cseh         | 1:57,61 |
| 3     | Vereinigte Staaten | Ryan Lochte         | 1:57,79 |
| 4     | Italien            | Alessio Boggiatto   | 2:00,28 |
| 5     | Japan              | Hidemasa Sano       | 2:00,70 |
| 6     | Litauen            | Vytautas Janušaitis | 2:00,78 |
| 7     | Russland           | Igor Beresuzki      | 2:01,43 |
| 8     | Neuseeland         | Dean Kent           | 2:01,81 |

- WR Michael Phelps USA 1:55,94
- CR Michael Phelps USA 1:56,04
- Es gab keine deutschen Athleten.

#### 400m Lagen
Finale am 31. Juli
| Platz | Land               | Athlet             | Zeit    |
| ----- | ------------------ | ------------------ | ------- |
| 1     | Ungarn             | László Cseh        | 4:09,63 |
| 2     | Italien            | Luca Marin         | 4:11,67 |
| 3     | Tunesien           | Oussama Mellouli   | 4:13,47 |
| 4     | Italien            | Alessio Boggiatto  | 4:13,48 |
| 5     | Vereinigte Staaten | Ryan Lochte        | 4:13,67 |
| 6     | Japan              | Hidemasa Sano      | 4:17,72 |
| 7     | Vereinigte Staaten | Robert Margalis    | 4:17,93 |
| 8     | Griechenland       | Ioannis Drymonakos | 4:19,12 |

- WR Michael Phelps USA 4:08,26
- CR Michael Phelps USA 4:09,09
- Es gab keine deutschen Athleten.

### Staffel

#### Staffel 4 × 100m Freistil
Finale am 24. Juli
| Platz | Land               | Athleten                                                       | Zeit         |
| ----- | ------------------ | -------------------------------------------------------------- | ------------ |
| 1     | Vereinigte Staaten | - Michael Phelps - Neil Walker - Nate Dusing - Jason Lezak     | 3:13,77 (CR) |
| 2     | Kanada             | - Yannick Lupien - Rick Say - Mike Mintenko - Brent Hayden     | 3:16,44      |
| 3     | Australien         | - Michael Klim - Andrew Mewing - Leith Brodie - Patrick Murphy | 3:17,56      |
| 4     | Litauen            |                                                                | 3:17,89      |
| 5     | Schweden           |                                                                | 3:17,95      |
| 6     | Deutschland        |                                                                | 3:18,12      |
| 7     | Russland           |                                                                | 3:18,44      |
| 8     | Niederlande        |                                                                | 3:19,34      |

- WR Südafrika 3:13,17
- Die Staffel der USA stellte einen neuen CR auf (bisher Russland 3:14,06).
- Die deutsche Staffel schwamm mit Marco di Carli, Leif-Marten Krüger, Stefan Herbst und Jens Schreiber.

#### Staffel 4 × 200m Freistil
Finale am 29. Juli
| Platz | Land               | Athleten                                                             | Zeit    |
| ----- | ------------------ | -------------------------------------------------------------------- | ------- |
| 1     | Vereinigte Staaten | - Michael Phelps - Ryan Lochte - Peter Vanderkaay - Klete Keller     | 7:06,58 |
| 2     | Kanada             | - Brent Hayden - Colin Russell - Rick Say - Andrew Hurd              | 7:09,73 |
| 3     | Australien         | - Nicholas Sprenger - Patrick Murphy - Andrew Mewing - Grant Hackett | 7:10,59 |
| 4     | Italien            |                                                                      | 7:12,81 |
| 5     | Japan              |                                                                      | 7:13,60 |
| 6     | Russland           |                                                                      | 7:17,09 |
| 7     | Deutschland        |                                                                      | 7:17,52 |
| 8     | Griechenland       |                                                                      | 7:20,04 |

- WR Australien 7:04,66
- CR Australien 7:04,66
- Die deutsche Staffel schwamm mit Paul Biedermann, Benjamin Starke, Stefan Herbst und Jens Schreiber.

#### Staffel 4 × 100m Lagen
Finale am 31. Juli
| Platz | Land               | Athleten                                                                       | Zeit    |
| ----- | ------------------ | ------------------------------------------------------------------------------ | ------- |
| 1     | Vereinigte Staaten | - Aaron Peirsol - Brendan Hansen - Ian Crocker - Jason Lezak                   | 3:31,85 |
| 2     | Russland           | - Arkadi Wjattschanin - Dmitri Komornikow - Igor Martschenko - Andrei Kapralow | 3:35,08 |
| 3     | Japan              | - Tomomi Morita - Kōsuke Kitajima - Ryo Takayasu - Daisuke Hosokawa            | 3:35,40 |
| 4     | Deutschland        |                                                                                | 3:37,32 |
| 5     | Frankreich         |                                                                                | 3:37,60 |
| 6     | Australien         |                                                                                | 3:38,13 |
| 7     | Slowenien          |                                                                                | DSQ     |
|       | Neuseeland         |                                                                                | DSQ     |

- WR USA 3:30,68
- CR USA 3:31,54
- Die deutsche Staffel schwamm mit Steffen Driesen, Jens Kruppa, Thomas Rupprath und Marco di Carli (im Vorlauf Stefan Herbst).
- Die Staffeln aus Slowenien und Neuseeland wurden wegen ihrer Wechselfehler disqualifiziert.

### Freiwasserschwimmen

#### 5 Kilometer
17. Juli
| Platz | Land               | Athlet        | Zeit    |
| ----- | ------------------ | ------------- | ------- |
| 1     | Deutschland        | Thomas Lurz   | 51:17,2 |
| 2     | Vereinigte Staaten | Chip Peterson | 51:18,8 |
| 3     | Italien            | Simone Ercoli | 51:18,9 |

- Toni Franz wurde 7. mit 51:43,0.

#### 10 Kilometer
20. Juli
| Platz | Land               | Athlet           | Zeit      |
| ----- | ------------------ | ---------------- | --------- |
| 1     | Vereinigte Staaten | Chip Peterson    | 1:46:38,1 |
| 2     | Deutschland        | Thomas Lurz      | 1:46:45,2 |
| 3     | Bulgarien          | Petar Stojtschew | 1:46:50,4 |

- Toni Franz wurde 10. mit 1:47:32,5.

#### 25 Kilometer
23. Juli
| Platz | Land       | Athlet           | Zeit      |
| ----- | ---------- | ---------------- | --------- |
| 1     | Spanien    | David Meca       | 5:00:21,4 |
| 2     | Australien | Brendan Capell   | 5:00:23,6 |
| 3     | Bulgarien  | Petar Stojtschew | 5:00:28,4 |

- Alexander Studzinski wurde 17. mit 5:10:45,9. Christian Hansmann kam mit 5:30:15,5 auf Platz 25.

## Schwimmen Frauen

### Freistil

#### 50m Freistil
Finale am 31. Juli
| Platz | Land                | Athletin            | Zeit  |
| ----- | ------------------- | ------------------- | ----- |
| 1     | Australien          | Lisbeth Lenton      | 24,59 |
| 2     | Niederlande         | Marleen Veldhuis    | 24,83 |
| 3     | Volksrepublik China | Zhu Yingwen         | 24,91 |
| 4     | Schweden            | Therese Alshammar   | 24,96 |
| 5     | Australien          | Alice Mills         | 25,02 |
| 6     | Belarus             | Swjatlana Chachlowa | 25,17 |
| 7     | Vereinigte Staaten  | Kara Lynn Joyce     | 25,36 |
| 8     | Estland             | Jana Kolukanova     | 25,56 |

- WR Inge de Bruijn NED 24,13
- CR Inge de Bruijn NED 24,45
- Es gab keine deutsche Athletinnen.

#### 100m Freistil
Finale am 29. Juli
| Platz | Land               | Athletin                | Zeit  |
| ----- | ------------------ | ----------------------- | ----- |
| 1     | Australien         | Jodie Henry             | 54,18 |
| 2     | Frankreich         | Malia Metella           | 54,74 |
|       | Vereinigte Staaten | Natalie Coughlin        | 54,74 |
| 4     | Vereinigte Staaten | Amanda Weir             | 54,77 |
| 5     | Niederlande        | Marleen Veldhuis        | 54,90 |
| 6     | Australien         | Alice Mills             | 54,92 |
| 7     | Griechenland       | Nery Mantey Niangkouara | 54,93 |
| 8     | Deutschland        | Daniela Götz            | 55,27 |

- WR Jodie Henry AUS 53,52
- CR Jingyi Le CHN 54,01

#### 200m Freistil
Finale am 27. Juli
| Platz | Land                   | Athletin            | Zeit    |
| ----- | ---------------------- | ------------------- | ------- |
| 1     | Frankreich             | Solenne Figuès      | 1:58,60 |
| 2     | Italien                | Federica Pellegrini | 1:58,73 |
| 3     | Volksrepublik China    | Yang Yu             | 1:59,08 |
|       | Schweden               | Josefin Lillhage    | 1:59,08 |
| 5     | Slowenien              | Sara Isakovič       | 1:59,23 |
| 6     | Polen                  | Paulina Barzycka    | 1:59,34 |
| 7     | Vereinigtes Königreich | Melanie Marshall    | 1:59,36 |
| 8     | Australien             | Linda MacKenzie     | 2:00,02 |

- WR Franziska van Almsick GER 1:56,64
- CR Franziska van Almsick GER 1:56,78
- Petra Dallmann wurde 14. mit 2:00,32. Meike Freitag kam mit 2:01,19 auf Platz 19.

#### 400m Freistil
Finale am 24. Juli
| Platz | Land                   | Athletin           | Zeit    |
| ----- | ---------------------- | ------------------ | ------- |
| 1     | Frankreich             | Laure Manaudou     | 4:06,44 |
| 2     | Japan                  | Ai Shibata         | 4:06,74 |
| 3     | Vereinigtes Königreich | Caitlin McClatchey | 4:07,25 |
| 4     | Kanada                 | Brittany Reimer    | 4:07,36 |
| 5     | Rumänien               | Camelia Potec      | 4:08,06 |
| 6     | Australien             | Linda MacKenzie    | 4:08,75 |
| 7     | Vereinigtes Königreich | Joanne Jackson     | 4:08,88 |
| 8     | Costa Rica             | Claudia Poll       | 4:10,02 |

- WR Janet Evans USA 4:03,85
- CR Tracey Wickham AUS 4:06,28
- Jana Henke wurde 11. mit 4:13,68

#### 800m Freistil
Finale am 30. Juli
| Platz | Land                   | Athletin         | Zeit    |
| ----- | ---------------------- | ---------------- | ------- |
| 1     | Vereinigte Staaten     | Kate Ziegler     | 8:25,31 |
| 2     | Kanada                 | Brittany Reimer  | 8:27,59 |
| 3     | Japan                  | Ai Shibata       | 8:27,86 |
| 4     | Schweiz                | Flavia Rigamonti | 8:28,74 |
| 5     | Rumänien               | Camelia Potec    | 8:34,40 |
| 6     | Spanien                | Erika Villaécija | 8:36,34 |
| 7     | Vereinigtes Königreich | Rebecca Cooke    | 8:37,98 |
| 8     | Deutschland            | Jana Henke       | 8:38,23 |

- WR Janet Evans USA 8:16,22
- CR Hannah Stockbauer GER 8:23,66

#### 1500m Freistil
Finale am 26. Juli
| Platz | Land                   | Athletin         | Zeit     |
| ----- | ---------------------- | ---------------- | -------- |
| 1     | Vereinigte Staaten     | Kate Ziegler     | 16:00,41 |
| 2     | Schweiz                | Flavia Rigamonti | 16:04,34 |
| 3     | Kanada                 | Brittany Reimer  | 16:07,73 |
| 4     | Vereinigte Staaten     | Laura Conway     | 16:17,17 |
| 5     | Deutschland            | Jana Henke       | 16:17,89 |
| 6     | Spanien                | Erika Villaécija | 16:17,92 |
| 7     | Vereinigtes Königreich | Rebecca Cooke    | 16:23,25 |
| 8     | Japan                  | Yumi Kida        | 16:23,89 |

- WR Janet Evans USA 15:52,10
- CR Hannah Stockbauer GER 16:00,18

### Schmetterling

#### 50m Schmetterling
Finale am 30. Juli
| Platz | Land               | Athletin              | Zeit  |
| ----- | ------------------ | --------------------- | ----- |
| 1     | Australien         | Danni Miatke          | 26,11 |
| 2     | Schweden           | Anna-Karin Kämmerling | 26,36 |
| 3     | Schweden           | Therese Alshammar     | 26,39 |
| 4     | Österreich         | Fabienne Nadarajah    | 26,50 |
| 5     | Deutschland        | Antje Buschschulte    | 26,55 |
| 6     | Vereinigte Staaten | Natalie Coughlin      | 26,63 |
| 7     | Niederlande        | Inge Dekker           | 26,93 |
| 8     | Neuseeland         | Elizabeth Coster      | 27,23 |

- WR Anna-Karin Kämmerling SWE 25,57
- CR Inge de Bruijn NED 25,84

#### 100m Schmetterling
Finale am 25. Juli
| Platz | Land                | Athletin           | Zeit       |
| ----- | ------------------- | ------------------ | ---------- |
| 1     | Australien          | Jessicah Schipper  | 57,23 (CR) |
| 2     | Australien          | Lisbeth Lenton     | 57,37      |
| 3     | Polen               | Otylia Jędrzejczak | 58,57      |
| 4     | Vereinigte Staaten  | Rachel Komisarz    | 58,80      |
| 5     | Vereinigte Staaten  | Mary DeScenza      | 58,87      |
| 6     | Niederlande         | Inge Dekker        | 59,01      |
| 7     | Slowakei            | Martina Moravcová  | 59,25      |
| 8     | Volksrepublik China | Zhou Yafei         | 59,42      |

- WR Inge de Bruijn NED 56,61
- Schipper übertraf den bisherigen CR von Jenny Thompson USA (57,96) im Vorlauf mit 57,91, im Halbfinale mit 57,75 und im Finale.
- Annika Mehlhorn wurde 9. mit 59,39.

#### 200m Schmetterling
Finale am 28. Juli
| Platz | Land               | Athletin            | Zeit         |
| ----- | ------------------ | ------------------- | ------------ |
| 1     | Polen              | Otylia Jędrzejczak  | 2:05,61 (WR) |
| 2     | Australien         | Jessicah Schipper   | 2:05,65      |
| 3     | Japan              | Yūko Nakanishi      | 2:09,40      |
| 4     | Italien            | Caterina Giacchetti | 2:10,03      |
| 5     | Australien         | Felicity Galvez     | 2:10,35      |
| 6     | Vereinigte Staaten | Mary DeScenza       | 2:10,44      |
| 7     | Deutschland        | Annika Mehlhorn     | 2:10,61      |
| 8     | Japan              | Yurie Yano          | 2:10,89      |

- Jędrzejczak übertraf ihren eigenen WR (bisher 2:05,78). Den alten CR hielt Petria Thomas AUS mit 2:06,73.

### Rücken

#### 50m Rücken
Finale am 28. Juli
| Platz | Land                | Athletin           | Zeit  |
| ----- | ------------------- | ------------------ | ----- |
| 1     | Australien          | Giaan Rooney       | 28,63 |
| 2     | Volksrepublik China | Gao Chang          | 28,69 |
| 3     | Deutschland         | Antje Buschschulte | 28,72 |
| 4     | Japan               | Mai Nakamura       | 28,86 |
| 5     | Australien          | Sophie Edington    | 28,87 |
| 6     | Deutschland         | Janine Pietsch     | 28,88 |
| 7     | Neuseeland          | Hannah McLean      | 28,90 |
| 8     | Südkorea            | Lee Nam-eun        | 29,35 |

- WR Janine Pietsch GER 28,19
- Gao Chang stellte im Halbfinale mit 28,31 einen neuen CR auf (bisher Nina Schiwanewskaja ESP 28,48).

#### 100m Rücken
Finale am 26. Juli
| Platz | Land               | Athletin           | Zeit    |
| ----- | ------------------ | ------------------ | ------- |
| 1     | Simbabwe           | Kirsty Coventry    | 1:00,24 |
| 2     | Deutschland        | Antje Buschschulte | 1:00,84 |
| 3     | Vereinigte Staaten | Natalie Coughlin   | 1:00,88 |
| 4     | Japan              | Reiko Nakamura     | 1:01,00 |
| 5     | Neuseeland         | Hannah McLean      | 1:01,16 |
| 6     | Japan              | Hanae Itō          | 1:01,25 |
| 7     | Dänemark           | Louise Ørnstedt    | 1:01,36 |
| 8     | Australien         | Sophie Edington    | 1:01,97 |

- WR Natalie Coughlin USA 59,58
- CR He Cihong CHN 1:00,16
- Janine Pietsch wurde 13. mit 1:02,49.

#### 200m Rücken
Finale am 30. Juli
| Platz | Land                | Athletin            | Zeit    |
| ----- | ------------------- | ------------------- | ------- |
| 1     | Simbabwe            | Kirsty Coventry     | 2:08,52 |
| 2     | Vereinigte Staaten  | Margaret Hoelzer    | 2:09,94 |
| 3     | Japan               | Reiko Nakamura      | 2:10,41 |
| 4     | Japan               | Hanae Itō           | 2:10,98 |
| 5     | Italien             | Alessia Filippi     | 2:11,44 |
| 6     | Russland            | Stanislawa Komarowa | 2:12,03 |
| 7     | Dänemark            | Louise Ørnstedt     | 2:12,93 |
| 8     | Volksrepublik China | Jing Zhao           | 2:13,10 |

- WR Krisztina Egerszegi HUN 2:06,62
- CR He Cihong CHN 2:07,40
- Annika Liebs wurde 11. mit 2:13,35

### Brust

#### 50m Brust
Finale am 31. Juli
| Platz | Land                   | Athletin       | Zeit       |
| ----- | ---------------------- | -------------- | ---------- |
| 1     | Australien             | Jade Edmistone | 30,45 (WR) |
| 2     | Vereinigte Staaten     | Jessica Hardy  | 30,85      |
| 3     | Australien             | Brooke Hanson  | 30,89      |
| 4     | Vereinigte Staaten     | Tara Kirk      | 31,38      |
| 5     | Neuseeland             | Zoe Baker      | 31,43      |
| 6     | Vereinigtes Königreich | Kate Haywood   | 31,49      |
| 7     | Volksrepublik China    | Luo Xuejuan    | 31,50      |
| 8     | Deutschland            | Janne Schäfer  | 32,45      |

- Edminstone stellte einen neuen WR auf (bisher Zoe Baker GBR 30,57). Im Halbfinale hatte sie den CR von Xuejuan Luo CHN (30,64) um 3/100 übertroffen.

#### 100m Brust
Finale am 26. Juli
| Platz | Land                | Athletin          | Zeit    |
| ----- | ------------------- | ----------------- | ------- |
| 1     | Australien          | Leisel Jones      | 1:06,25 |
| 2     | Vereinigte Staaten  | Jessica Hardy     | 1:06,62 |
| 3     | Vereinigte Staaten  | Tara Kirk         | 1:07,43 |
| 4     | Volksrepublik China | Luo Xuejuan       | 1:07,60 |
| 5     | Australien          | Brooke Hanson     | 1:08,07 |
| 6     | Südafrika           | Suzaan van Biljon | 1:08,38 |
| 7     | Deutschland         | Sarah Poewe       | 1:08,47 |
| 8     | Italien             | Chiara Boggiatto  | 1:08,98 |

- Im Halbfinale stellte Hardy mit 1:06,20 einen neuen WR auf. Den alten WR und CR hielt Jones mit 1:06,37.

#### 200m Brust
Finale am 29. Juli
| Platz | Land               | Athletin          | Zeit         |
| ----- | ------------------ | ----------------- | ------------ |
| 1     | Australien         | Leisel Jones      | 2:21,72 (WR) |
| 2     | Deutschland        | Anne Poleska      | 2:25,84      |
| 3     | Österreich         | Mirna Jukic       | 2:27,11      |
| 4     | Japan              | Megumi Taneda     | 2:27,65      |
| 5     | Polen              | Katarzyna Dulian  | 2:27,85      |
| 6     | Vereinigte Staaten | Tara Kirk         | 2:28,60      |
|       | Vereinigte Staaten | Kristen Caverly   | 2:28,60      |
| 8     | Südafrika          | Suzaan van Biljon | 2:29,44      |

- WR Amanda Beard USA 2:22,44
- CR Amanda Beard USA 2:22,99

### Lagen

#### 200m Lagen
Finale am 25. Juli
| Platz | Land               | Athletin             | Zeit         |
| ----- | ------------------ | -------------------- | ------------ |
| 1     | Vereinigte Staaten | Katie Hoff           | 2:10,41 (CR) |
| 2     | Simbabwe           | Kirsty Coventry      | 2:11,13      |
| 3     | Australien         | Lara Carroll         | 2:13,32      |
| 4     | Vereinigte Staaten | Whitney Myers        | 2:13,90      |
| 5     | Polen              | Katarzyna Baranowska | 2:14,39      |
| 6     | Australien         | Brooke Hanson        | 2:14,70      |
| 7     | Japan              | Maiko Fujino         | 2:15,27      |
| 8     | Ungarn             | Zsuzsanna Jakabos    | 2:16,09      |

- WR Yanyan Wu CHN 2:09,72
- Hoff stellte einen neuen CR auf (bisher Jana Klotschkowa UKR 2:10,75).
- Es gab keine deutschen Athletinnen.

#### 400m Lagen
Finale am 31. Juli
| Platz | Land               | Athletin          | Zeit         |
| ----- | ------------------ | ----------------- | ------------ |
| 1     | Vereinigte Staaten | Katie Hoff        | 4:36,07 (CR) |
| 2     | Simbabwe           | Kirsty Coventry   | 4:39,72      |
| 3     | Vereinigte Staaten | Kaitlin Sandeno   | 4:40,85      |
| 4     | Australien         | Lara Carroll      | 4:42,25      |
| 5     | Japan              | Maiko Fujino      | 4:42,68      |
| 6     | Argentinien        | Georgina Bardach  | 4:43,60      |
| 7     | Ungarn             | Éva Risztov       | 4:43,68      |
| 8     | Ungarn             | Zsuzsanna Jakabos | 4:44,65      |

- WR Jana Klotschkowa UKR 4:33,59
- Hoff stellte einen neuen CR auf (bisher Petra Schneider DDR 4:36,10).
- Es gab keine deutschen Athletinnen.

### Staffel

#### Staffel 4 × 100m Freistil
Finale am 24. Juli
| Platz | Land                | Athletinnen                                                         | Zeit         |
| ----- | ------------------- | ------------------------------------------------------------------- | ------------ |
| 1     | Australien          | - Jodie Henry - Alice Mills - Shayne Reese - Lisbeth Lenton         | 3:37,32 (CR) |
| 2     | Deutschland         | - Petra Dallmann - Antje Buschschulte - Annika Liebs - Daniela Götz | 3:38,24      |
| 3     | Vereinigte Staaten  | - Natalie Coughlin - Kara Lynn Joyce - Lacey Nymeyer - Amanda Weir  | 3:38,31      |
| 4     | Niederlande         |                                                                     | 3:39,37      |
| 5     | Frankreich          |                                                                     | 3:39,45      |
| 6     | Volksrepublik China |                                                                     | 3:42,10      |
| 7     | Schweden            |                                                                     | 3:42,93      |
| 8     | Neuseeland          |                                                                     | 3:44,84      |

- WR AUS 3:35,94
- Die australische Staffel stellte einen neuen CR auf (bisher China 3:37,91).
- Die deutsche Staffel schwamm im Vorlauf mit Meike Freitag anstelle von Buschschulte.

#### Staffel 4 × 200m Freistil
Finale am 28. Juli
| Platz | Land                   | Athletinnen                                                        | Zeit         |
| ----- | ---------------------- | ------------------------------------------------------------------ | ------------ |
| 1     | Vereinigte Staaten     | - Natalie Coughlin - Katie Hoff - Whitney Myers - Kaitlin Sandeno  | 7:53,70 (CR) |
| 2     | Australien             | - Lisbeth Lenton - Shayne Reese - Bronte Barratt - Linda Mackenzie | 7:54,06      |
| 3     | Volksrepublik China    | - Zhu Yingwen - Pang Jiaying - Zhou Yafei - Yang Yu                | 7:57,29      |
| 4     | Vereinigtes Königreich |                                                                    | 7:59,04      |
| 5     | Frankreich             |                                                                    | 8:01,43      |
| 6     | Japan                  |                                                                    | 8:04,20      |
| 7     | Kanada                 |                                                                    | 8:07,65      |
| 8     | Neuseeland             |                                                                    | 8:07,95      |

- WR USA 7:53,42
- Die Staffel der USA übertraf ihren eigenen CR von 7:55,70.
- Das deutsche Quartett mit Meike Freitag, Annika Liebs, Petra Dallmann und Sophie-Luise Dietrich wurde wegen eines Wechselfehlers im Vorlauf disqualifiziert.

#### Staffel 4 × 100m Lagen
Finale am 30. Juli
| Platz | Land                | Athletinnen                                                           | Zeit         |
| ----- | ------------------- | --------------------------------------------------------------------- | ------------ |
| 1     | Australien          | - Sophie Edington - Leisel Jones - Jessicah Schipper - Lisbeth Lenton | 3:57,47 (CR) |
| 2     | Vereinigte Staaten  | - Natalie Coughlin - Jessica Hardy - Rachel Komisarz - Amanda Weir    | 3:59,92      |
| 3     | Deutschland         | - Antje Buschschulte - Sarah Poewe - Annika Mehlhorn - Daniela Götz   | 4:02,51      |
| 4     | Volksrepublik China |                                                                       | 4:02,80      |
| 5     | Italien             |                                                                       | 4:04,90      |
| 6     | Polen               |                                                                       | 4:05,08      |
| 7     | Japan               |                                                                       | 4:06,85      |
| 8     | Russland            |                                                                       | DSQ          |

- WR Australien 3:57,32
- Die australische Staffel stellte einen neuen CR auf (bisher China 3:59,89).
- Das russische Quartett wurde wegen eines Wechselfehlers disqualifiziert.

### Freiwasserschwimmen

#### 5 Kilometer
17. Juli
| Platz | Land               | Athletin           | Zeit    |
| ----- | ------------------ | ------------------ | ------- |
| 1     | Russland           | Larissa Iltschenko | 55:40,1 |
| 2     | Vereinigte Staaten | Margy Keefe        | 55:44,3 |
| 3     | Niederlande        | Edith van Dijk     | 55:46,6 |

- Britta Kamrau wurde 6. mit 56:18,3. Johanna Manz kam mit 57:57,4 auf Platz 19.

#### 10 Kilometer
20. Juli
| Platz | Land        | Athletin        | Zeit      |
| ----- | ----------- | --------------- | --------- |
| 1     | Niederlande | Edith van Dijk  | 1:56:00,5 |
| 2     | Italien     | Federica Vitale | 1:56:02,5 |
| 3     | Deutschland | Britta Kamrau   | 1:56:04,0 |

- Gina Mohr wurde 12. mit 1:56:57,0.

#### 25 Kilometer
23. Juli
| Platz | Land        | Athletin       | Zeit      |
| ----- | ----------- | -------------- | --------- |
| 1     | Niederlande | Edith van Dijk | 5:25:06,6 |
| 2     | Deutschland | Britta Kamrau  | 5:25:06,9 |
| 3     | Italien     | Laura La Piana | 5:25:11,5 |

- Stefanie Biller wurde 7. mit 5:26:27,9.

## Synchronschwimmen

### Solo
Finale am 21. Juli
| Platz | Land       | Athletin             | Punkte |
| ----- | ---------- | -------------------- | ------ |
| 1     | Frankreich | Virginie Dedieu      | 99,001 |
| 2     | Russland   | Natalja Ischtschenko | 98,250 |
| 3     | Spanien    | Gemma Mengual        | 97,417 |

- Lisa Lacker wurde 21. mit 79,500 Punkten.

### Duett
Finale am 22. Juli
| Platz | Land     | Athletinnen                                | Punkte |
| ----- | -------- | ------------------------------------------ | ------ |
| 1     | Russland | Anastassija Dawydowa Anastassija Jermakowa | 99,084 |
| 2     | Spanien  | Gemma Mengual Paola Tirados                | 97,417 |
| 3     | Japan    | Saho Harada Emiko Suzuki                   | 97,334 |

- Saskia Grünes und Lara Kurz wurden 22. mit 79,084 Punkten.

### Team
Finale am 22. Juli
| Platz | Land     | Athletinnen | Punkte |
| ----- | -------- | --- | ------ |
| 1     | Russland | Elwira Chassjanowa Marija Gromowa Natalja Ischtschenko Olga Kuschela Olga Larkina Jelena Owtschinnikowa Swetlana Romaschina Anna Schorina | 99,333 |
| 2     | Japan    | Saho Harada Naoko Kawashima Kanako Kitao Hiromi Kobayashi Erika Komura Ayako Matsumura Emiko Suzuki Masako Tachibana                      | 97,833 |
| 3     | Spanien  | Raquel Corral Andrea Fuentes Tina Fuentes Thaïs Henríquez Gemma Mengual Irina Rodríguez Paola Tirados Cristina Violán                     | 97,167 |

- Das deutsche Team mit Katharine Dethleffsen, Saskia Grünes, Franziska Kessler, Lara Kurz, Lisa Lacker, Jenny Mielke, Iris-Regina Zeppenfeld, Melanie Zillich, Sarah Renner und Lorea Urquiaga wurde 16. mit 78,333 Punkten.

### Kombination
| Platz | Land     | Athletinnen | Punkte |
| ----- | -------- | --- | ------ |
| 1     | Russland | Elwira Chassjanowa Marija Gromowa Natalja Ischtschenko Olga Kuschela Olga Larkina Jelena Owtschinnikowa Swetlana Romaschina Anna Schorina Anastassija Dawydowa Anastassija Jermakowa | 99,333 |
| 2     | Japan    | Saho Harada Naoko Kawashima Kanako Kitao Hiromi Kobayashi Erika Komura Ayako Matsumura Emiko Suzuki Masako Tachibana Takako Konishi                                                  | 97,833 |
| 3     | Spanien  | Raquel Corral Andrea Fuentes Tina Fuentes Thaïs Henríquez Gemma Mengual Irina Rodríguez Paola Tirados Cristina Violán Gisela Morón                                                   | 97,167 |

## Kunst- und Turmspringen Männer

### 1 Meter
Finale am 21. Juli
| Platz | Land                | Athlet              | Punkte |
| ----- | ------------------- | ------------------- | ------ |
| 1     | Kanada              | Alexandre Despatie  | 489,69 |
| 2     | Volksrepublik China | Xu Xiang            | 445,68 |
| 3     | Volksrepublik China | Wang Feng           | 445,56 |
| 4     | Finnland            | Joona Puhakka       | 441,78 |
| 5     | Vereinigte Staaten  | Jevon Tarantino     | 380,46 |
| 6     | Vereinigte Staaten  | Christopher Colwill | 338,40 |

- Frank Sander wurde 20. mit 325,47 Punkten.

### 3 Meter
Finale am 19. Juli
| Platz | Land                | Athlet              | Punkte |
| ----- | ------------------- | ------------------- | ------ |
| 1     | Kanada              | Alexandre Despatie  | 813,60 |
| 2     | Vereinigte Staaten  | Troy Dumais         | 752,76 |
| 3     | Volksrepublik China | He Chong            | 730,77 |
| 4     | Volksrepublik China | Peng Bo             | 721,56 |
| 5     | Russland            | Alexander Dobroskok | 705,39 |
| 6     | Kuba                | Jorge Betancourt    | 681,93 |
| 7     | Brasilien           | César Castro        | 681,69 |
| 8     | Deutschland         | Andreas Wels        | 669,00 |

Tobias Schellenberg kam mit 610,56 Punkten auf Platz 12.

### 10 Meter
Finale am 23. Juli
| Platz | Land                   | Athlet              | Punkte |
| ----- | ---------------------- | ------------------- | ------ |
| 1     | Volksrepublik China    | Hu Jia              | 698,01 |
| 2     | Kuba                   | José Antonio Guerra | 691,14 |
| 3     | Russland               | Gleb Galperin       | 656,19 |
| 4     | Mexiko                 | Rommel Pacheco      | 655,20 |
| 5     | Russland               | Dmitri Dobroskok    | 649,62 |
| 6     | Vereinigtes Königreich | Leon Taylor         | 642,81 |
| 7     | Volksrepublik China    | Yang Jinghui        | 619,77 |
| 8     | Australien             | Robert Newbery      | 618,06 |

- Heiko Meyer wurde 10. mit 596,07 Punkten. Sascha Klein kam mit 373,50 Punkten auf Platz 21.

### Synchron 3 Meter
Finale am 17. Juli
| Platz | Land                | Athleten                             | Punkte |
| ----- | ------------------- | ------------------------------------ | ------ |
| 1     | Volksrepublik China | - He Chong - Wang Feng               | 384,42 |
| 2     | Deutschland         | - Tobias Schellenberg - Andreas Wels | 364,59 |
| 3     | Vereinigte Staaten  | - Justin Dumais - Troy Dumais        | 360,27 |
| 4     | Australien          | - Steven Barnett - Robert Newbery    | 357,03 |
| 5     | Kuba                | - Erick Fornaris - Jorge Betancourt  | 339,96 |
| 6     | Venezuela           | - Ramón Fumadó - Luis Villarroel     | 334,20 |
| 7     | Italien             | - Nicola Marconi - Tommaso Marconi   | 325,77 |
| 8     | Brasilien           | - César Castro - Cassius Duran       | 324,57 |

### Synchron 10 Meter
Finale am 24. Juli
| Platz | Land                   | Athleten                                  | Punkte |
| ----- | ---------------------- | ----------------------------------------- | ------ |
| 1     | Russland               | - Dmitri Dobroskok - Gleb Galperin        | 392,88 |
| 2     | Volksrepublik China    | - Yang Jinghui - Hu Jia                   | 374,79 |
| 3     | Vereinigtes Königreich | - Peter Waterfield - Leon Taylor          | 367,95 |
| 4     | Ukraine                | - Anton Sacharow - Roman Wolodkow         | 353,40 |
| 5     | Kuba                   | - Erick Fornaris - José Antonio Guerra    | 346,44 |
| 6     | Belarus                | - Aljaksandr Warlamau - Wadsim Kaptur     | 334,95 |
| 7     | Italien                | - Michele Benedetti - Francesco Dell’Uomo | 326,76 |
| 8     | Griechenland           | - Ioannis Gavriilidis - Sotirios Trakas   | 325,62 |

- Sascha Klein und Norman Becker wurden 12. mit 295,83 Punkten.

## Kunst- und Turmspringen Frauen

### 1 Meter
Finale am 18. Juli
| Platz | Land                | Athletin          | Punkte |
| ----- | ------------------- | ----------------- | ------ |
| 1     | Kanada              | Blythe Hartley    | 325,65 |
| 2     | Volksrepublik China | Wu Minxia         | 299,70 |
| 3     | Deutschland         | Heike Fischer     | 299,46 |
| 4     | Schweden            | Anna Lindberg     | 288,87 |
| 5     | Venezuela           | Alejandra Fuentes | 280,14 |
| 6     | Vereinigte Staaten  | Christina Loukas  | 259,02 |

- Ditte Kotzian wurde 7. mit 257,73 Punkten.

### 3 Meter
Finale am 22. Juli
| Platz | Land                | Athletin         | Punkte |
| ----- | ------------------- | ---------------- | ------ |
| 1     | Volksrepublik China | Guo Jingjing     | 645,54 |
| 2     | Volksrepublik China | Wu Minxia        | 619,05 |
| 3     | Italien             | Tania Cagnotto   | 591,27 |
| 4     | Schweden            | Anna Lindberg    | 586,26 |
| 5     | Russland            | Julija Pachalina | 581,04 |
| 6     | Kanada              | Blythe Hartley   | 557,97 |
| 7     | Deutschland         | Heike Fischer    | 539,97 |
| 8     | Ukraine             | Olena Fedorowa   | 522,12 |

### 10 Meter
Finale am 20. Juli
| Platz | Land                | Athletin           | Punkte |
| ----- | ------------------- | ------------------ | ------ |
| 1     | Vereinigte Staaten  | Laura Wilkinson    | 564,87 |
| 2     | Australien          | Loudy Tourky       | 551,25 |
| 3     | Volksrepublik China | Jia Tong           | 550,98 |
| 4     | Kanada              | Émilie Heymans     | 546,84 |
| 5     | Volksrepublik China | Yuan Peilin        | 519,60 |
| 6     | Japan               | Risa Asada         | 518,19 |
| 7     | Australien          | Chantelle Newbery  | 495,27 |
| 8     | Italien             | Valentina Marocchi | 464,91 |

- Anna Kieß wurde 21. mit 251,25 Punkten. Nora Subschinski kam mit 243,24 Punkten auf Platz 22.

### Synchron 3 Meter
Finale am 24. Juli
| Platz | Land                | Athletinnen                                 | Punkte |
| ----- | ------------------- | ------------------------------------------- | ------ |
| 1     | Volksrepublik China | - Li Ting - Guo Jingjing                    | 349,80 |
| 2     | Deutschland         | - Ditte Kotzian - Conny Schmalfuß           | 319,05 |
| 3     | Ukraine             | - Krystyna Ischtschenko - Olena Fedorowa    | 308,82 |
| 4     | Mexiko              | - Paola Espinosa - Jashia Luna              | 291,06 |
| 5     | Italien             | - Francesca Dallapé - Noemi Bátki           | 288,87 |
| 6     | Spanien             | - Leyre Eizaguirre - Dolores Sáez de Ibarra | 286,98 |
| 7     | Kanada              | - Martha Dale - Amanda Moran                | 285,42 |
| 8     | Australien          | - Sharleen Stratton - Briony Cole           | 280,44 |

### Synchron 10 Meter
Finale am 17. Juli
| Platz | Land                | Athletinnen                               | Punkte |
| ----- | ------------------- | ----------------------------------------- | ------ |
| 1     | Volksrepublik China | - Jia Tong - Yuan Peilin                  | 351,60 |
| 2     | Australien          | - Loudy Tourky - Chantelle Newbery        | 334,89 |
| 3     | Kanada              | - Meaghan Benfeito - Roseline Filion      | 328,80 |
| 4     | Deutschland         | - Nora Subschinski - Annett Gamm          | 321,12 |
| 5     | Vereinigte Staaten  | - Laura Wilkinson - Cassandra Cardinell   | 318,66 |
| 6     | Mexiko              | - Paola Espinosa - Jashia Luna            | 308,46 |
| 7     | Österreich          | - Marion Reiff - Anja Richter             | 301,68 |
| 8     | Russland            | - Natalja Gontscharowa - Julija Koltunowa | 300,72 |

## Wasserball Männer
Genaue Ergebnisse der Wasserball-Weltmeisterschaften: Wasserball-Weltmeisterschaften 2005
| Platz | Land                   | Athleten |
| ----- | ---------------------- | --- |
| 1     | Serbien und Montenegro | Vladimir Gojković, Danilo Ikodinović, Nikola Janović, Predrag Jokić, Slobodan Nikić, Zdravko Radić, Aleksandar Šapić, Dejan Savić, Denis Šefik, Petar Trbojević, Vanja Udovičić, Vladimir Vujasinović, Boris Zloković                                                            |
| 2     | Ungarn                 | Péter Biros, István Gergely, Rajmund Fodor, Tamás Kásás, Csaba Kiss, Gergely Kiss, Norbert Madaras, Tamás Molnár, Ádám Steinmetz, Zoltán Szécsi, Márton Szívós, Dániel Varga, Attila Vári                                                                                        |
| 3     | Griechenland           | Christos Afroudakis, Georgios Afroudakis, Theodoros Chatzitheodorou, Nikolaos Deligiannis, Dimitrios Mazis, Emmanouil Mylonakis, Georgios Ntoskas, Georgios Reppas, Stefanos-Petros Santa, Anastasios Schizas, Argyris Theodoropoulos, Matthaios Voulgarakis, Antonios Vlontakis |
| 4     | Kroatien               | |
| 5     | Spanien                | |
| 6     | Rumänien               | |
| 7     | Russland               | |
| 8     | Italien                | |

- Finale
- SCG – HUN 8:7
- Spiel um Platz 3
- GRE – CRO 11:10 n. V.
- Spiel um Platz 5
- ESP – ROM 8:7
- Spiel um Platz 7
- RUS – ITA 7:6

## Wasserball Frauen
Genaue Ergebnisse der Wasserballweltmeisterschaften: Wasserball-Weltmeisterschaften 2005
| Platz | Land               | Athletinnen |
| ----- | ------------------ | --- |
| 1     | Ungarn             | Tímea Benkő, Fruzsina Brávik, Rita Drávucz, Dóra Kisteleki, Patricia Horváth, Anikó Pelle, Krisztina Serfőző, Mercedes Stieber, Orsolya Takács, Eszter Tomaskovics, Andrea Tóth, Ágnes Valkai, Krisztina Zantleitner |
| 2     | Vereinigte Staaten | Emily Feher, Erika Figge, Natalie Golda, Jaime Hipp, Kristina Kunkel, Ericka Lorenz, Thalia Munro, Heather Petri, Kelly Rulon, Moriah van Norman, Brenda Villa, Drue Wawrzynski, Lauren Wenger                       |
| 3     | Kanada             | Krystina Alogbo, Marie Luc Arpin, Johanne Begin, Cora Campbell, Tara Campbell, Valérie Dionne, Ann Dow, Susan Gardiner, Whynter Lamarre, Dominique Perreault, Rachel Riddel, Christine Robinson, Jana Salat          |
| 4     | Russland           | |
| 5     | Griechenland       | |
| 6     | Australien         | |
| 7     | Italien            | |
| 8     | Deutschland        | |

- Finale
- HUN – USA 10:7
- Spiel um Platz 3
- CAN – RUS 8:3
- Spiel um Platz 5
- GRE – AUS 10:8 n. V.
- Spiel um Platz 7
- ITA – GER 12:8